# پیمان چهار قدرت

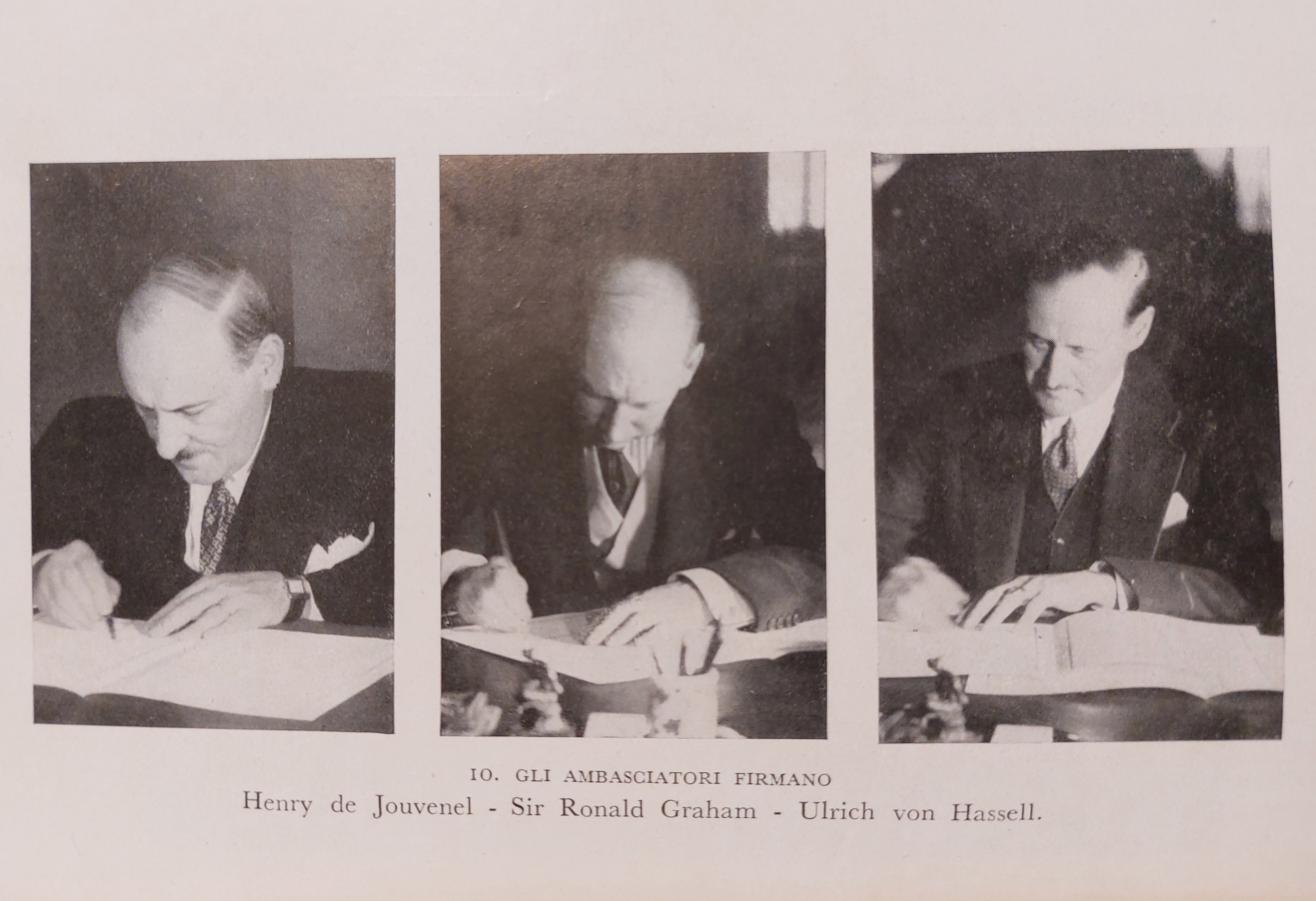
سفیران فرانسه، بریتانیا و آلمان در حال امضا نمودن پیمان چهار قدرت

پیمان چهار قدرت (انگلیسی: Four-Power Pact) یا هیئت مدیره چهار قدرت معاهده‌ای بین‌المللی بود که در ۷ ژوئن ۱۹۳۳ بین بریتانیا، فرانسه، آلمان و ایتالیا امضا شد. این معاهده که به پیشنهاد موسولینی شکل گرفت نخستین واکنش قدرت‌های اروپایی به ظهور آدولف هیتلر و حزب نازی در آلمان به شمار می‌رود و هدف آن تضمین نظم در اروپا بود. این پیمان هیچ‌وقت به تصویب نهایی نرسید چرا که در اکتبر ۱۹۳۳ آلمان نازی از جامعه ملل خارج شد.

## پیامد پیمان
این پیمان خواهان تجدید نظر تدریجی در پیمان ورسای شد که با مخالفت فرانسه مواجه گردید در نتیجه موسولینی مجبور شد این کشور را به جنگ تهدید کند. در نتیجهٔ پیمان، دست آلمان در شرق اروپا باز گذاشته شد چرا که قدرت‌های کوچک این منطقه نقشی در تصمیم‌ گیری‌ها نداشتند و همچون کنگره وین وجه‌المصالحه قدرت‌های بزرگ جهانی قرار می‌گرفتند.
این اتفاق خود به منزل بی‌اعتباری جامعه ملل و به این معنا بود که تصمیمات مهم سیاست جهان و صلح بین‌المللی در خارج از این سازمان گرفته می‌شوند.